# Rostralna kolumna
Rostralna kolumna (lat. columna rostrata), monumentalan stup dekoriran stvarnim ili simboličkim rostrumima sa zarobljenih neprijateljskih brodova, obično podignut za posebna postignuća u pomorskome ratovanju ili nekome drugom velikim pomorskom činu. Originalna kolumna prema kojoj su nastale sljedeće kolumne pronađena je 1565. u podnožju Kapitolija, a bila je posvećena Gaju Duiliju i postavljena na Rimskom forumu. Duilije, koji je kod Mile porazio kartašku flotu 260. pr. Kr., bio je prvi Rimljanin koji je u trijumfalnoj povorci slavio pomorsku pobjedu. Zarobljeni pramčani kljun broda (rostrum) koji je nošen u povorci ugrađen je poslije u počasni stup, rostralnu kolumnu.

## Vanjske poveznice
|  | Zajednički poslužitelj ima još gradiva o temi rostralne kolumne |

- O rostralnoj kolumni Gaja Duilija